# 海老名淳
海老名 淳（えびな まこと、1966年8月19日 - ）は、日本のドラマー、作曲家、音楽プロデューサー。本名以外にEBY名義でも活動を並行して行っている。2023年、THE MAGNETS再結成。

## 概要
河村隆一、T.M.Revolution、GACKT、リア・ディゾンなど様々な音楽家のドラマー、プロデュースを担い、不定期でドラムセミナーを行っている。
エクスタシーレコードのディレクターとしてプロデュースを務めたロックバンドは、Gilles de Rais、東京ヤンキース、Plastic Treeなど。LUNA SEAのプロデュース報道については本人がTwitterで否定している。

## バンド歴
- THE MAGNETS
- ZI:KILL（1992年-1994年）
- Sister MAYO with KARATE BRAVO
- LIZARD'S TAIL（2012年6月- 2013年12月）
- Bordeaux（2014年1月-2017年11月）
- Krishna Blue（2017年[2] - ）
- AUTO-MOD（2017年10月[3] - 2022年7月）
- 電動マリオネット
- キズヅラダンディ
- ダイナマイト☆ナオキ&ザ・リボルバー